# Giuseppe Veltri
Giuseppe Veltri (San Giovanni in Fiore, 4 gennaio 1958) è un ebraista italiano.

## Biografia
Giuseppe Veltri è nato a San Giovanni in Fiore (Cosenza). Dal 1978 al 1983 ha studiato filosofia e teologia a Siena e a Viterbo. Dopo la laurea al Pontificio ateneo Sant’Anselmo di Roma ha studiato dal 1983 al 1986 al Pontificio Istituto Biblico di Roma. Il suo maestro fu l'esperto di letteratura aramaico-targumica Roger Le Déaut.
Nel 1986 Giuseppe Veltri si è trasferito all'Università libera di Berlino, dove ha studiato ebraistica con  il rinomato ebraista Peter Schäfer e scienze delle religioni comparate con lo storico delle religioni e teologo Carsten Colpe.
Dal 1990 al 1996 ha collaborato ai progetti di ricerca sostenuti da Peter Schäfer e dalla Deutsche Forschungsgemeinschaft e intitolati Magische Texte der Kairoer Geniza e Griechisch-römische Religion Palästinas. La tesi dottorale del 1991 si è occupata del concetto di traduzione nei contesti giudaico-ellenistici e rabbinici.
Nel 1996 Giuseppe Veltri ha ottenuto l'abilitazione sempre all'Università libera di Berlino con un lavoro sul legame fra magia, legge e scienza. Il lavoro è ancora oggi ritenuto un contributo rilevante nel settore.
Dopo essere entrato nella rosa di candidati per un posto all'Università di Duisburg e all'Università di Lipsia, nel 1997 Giuseppe Veltri è stato chiamato a ricoprire la cattedra di ebraistica e studi ebraici all'Università "Martin Lutero" di Halle-Wittenberg. Nel 2014 è stato chiamato a ricoprire la cattedra di religione e filosofia ebraiche all'Università di Amburgo. Dall'ottobre 2015 è direttore del Maimonides Center for Advanced Studies - Jewish Scepticism.

## Insegnamento e ricerca
A partire dagli anni '90 Giuseppe Veltri si è impegnato con successo nella costituzione e nall'ampliamento dell'ebraistica nei nuovi Stati federati della Germania. Grazie ai suoi sforzi, l'ebraistica ha ottenuto in Germania il rango di disciplina accademica e di settore accademico dotato di un proprio profilo distintivo. A partire dalla sua chiamata alla cattedra dell'Università “Martin Lutero" di Halle-Wittenberg, il locale seminario individuale di ebraistica e studi ebraici  è divenuto un importante centro di insegnamento e di ricerca. Oggi il seminario comprende circa 15 studiosi attivi nella didattica e in diversi progetti di ricerca, nonché circa 10 dottorandi.
Nel 1998 Giuseppe ha fondato il “Centro Leopold Zunz per la ricerca dell'ebraismo europeo” presso la Fondazione Leucorea dell'Università “Martin Lutero" di Halle-Wittenberg. Inoltre, si è impegnato nella pubblicazione della newsletters dell'Associazione europea per lo studio del giudaismo (EAJS Newsletter) e ha costituito la rivista scientifica European Journal of Jewish Studies, pubblicata da Brill  e finanziata dalla Fondazione Rothschild. La rivista è stata ritenuta dall'Indice Thomson Reuters come ISI journal. Inoltre, Veltri ha fondato nel 2001 la collana scientifica sempre presso Brill Studies in Jewish Culture and History, dove finora sono stati pubblicati 47  volumi.
Dal 2004 al 2012 Giuseppe Veltri è stato membro scelto del Fachkollegium della Deutsche Forschungsgemeinschaft. Dal 2009 è presidente dell'Associazione degli ebraisti tedeschi.

### Ricerca
La ricerca scientifica di Veltri verte sulla religione dell'antico giudaismo, sulla filosofia medievale, sulla filosofia e sulla civiltà rinascimentali e della prima età moderna, così come sulla Scienza del Giudaismo. Veltri dirige anche progetti di ricerca internazionali che si occupano di questi temi e che sono finanziati dalla Deutsche Forschungsgemeinschaft.
La sua tesi di dottorato sul concetto di traduzione giudaico-ellenistico e rabbinico, così come la sua abilitazione sulla magia e l'halakhah, sono considerati lavori basilari per la ricerca del giudaismo antico. La prima è stata definita un classico del settore dal famoso studioso israeliano Emanuel Tov, mentre la seconda è stata elogiata da Hans-Dieter Betz, esperto nel settore della magia. Giuseppe Veltri ha approfondito e ampliato la sua ricerca in questi ambiti con il suo progetto di ricerca Midrasch Tehillim (edizione del midrash interpretativo rabbinico dei salmi) e nel progetto Sprachauffassungen, che analizza il legame tra i concetti biblici e rabbinici di lingua e la terminologia del grammatico ebraico medievale.
In cooperazione con ricercatori israeliani, francesi e olandesi, Giuseppe Veltri ha realizzato il progetto di lungo periodo PESHAT ("Philosophic and Scientific Hebrew Terminology"). Questo progetto punta alla ricerca sistematica della terminologia filosofica e scientifica ebraica dell'epoca premoderna alla sua costituzione e sviluppo in ambito culturale e storico. Uno degli esiti più importanti è stato un vasto Thesaurus multilingua, già accessibile online dalla homepage del progetto. Questo database rappresenta un aggiornamento e un supplemento del suo precursore cartaceo, il Thesaurus philosophicus linguae hebraicae et veteris et recentioris di Jakob Klatzkin, pubblicato a Berlino in cinque volumi fra il 1928 e il 1933.
Ampia parte della sua ricerca Veltri l'ha dedicata allo studio della filosofia rinascimentale. Accanto a numerose conferenze e simposi sulla vita intellettuale degli ebrei nella prima età moderna, Veltri ha realizzato anche traduzioni ed edizioni dei sermoni filosofici di Judah Moscato, nonché l'edizione degli scritti di Simone Luzzatto.
Il nome di Leopold Zunz è strettamente legato allo studio della Scienza del Giudaismo. Zunz non ne fu solo il fondatore, ma fu anche dottorando ad Halle. Veltri ha fondato il “Centro Leopold Zunz” e ha reso pubblicamente disponibile l'Archivio Zunz di Gerusalemme, catalogando e digitalizzando l'intero fondo di oltre 30.000 volumi.
Recentemente Veltri si è occupato del filosofo ebreo umanista Obadiah ben Sforno e dello scetticismo ebraico, di cui si occupa il Maimonides Center for Advanced Studies". Il centro di ricerca parte dall'assunto che lo scetticismo sia un aspetto essenziale dei processi e delle categorizzazioni nel mondo ebraico (filosofia, religione, letteratura, società e rapporti con le culture limitrofe). Per scetticismo egli intende l'indagine dell'eterno studente che dissemina dubbi sulle differente dimensioni e sui sistemi della conoscenza secolare e/o rivelata, mettendone in discussione l'autorità. Secondo Veltri, lo scetticismo non rappresenta una visione teoretica o intellettuale, bensì un atteggiamento che fornisce la base a numerosi e disparati fenomeni. Quindi lo scetticismo, in ambito ebraico, si riferisce a espressioni di devianza sociale dal conformismo verso le strutture politiche oppure a sistemi politici che reagiscono e sono in simbiosi con le culture limitrofe.

### Visiting professor e onorificenze
Giuseppe Veltri è stato visiting professor alla Freie Universität di Berlino, all'Università di Antwerp, all'University College London, all'Università di Bologna, alla Sapienza - Università di Roma e all'École des Hautes Études en Sciences Sociales. Quale riconoscimento del suo lavoro, nel 2010 è stato nominato professore onorario all'Università di Lipsia. Nel novembre dello stesso anno, in qualità di direttore del seminario di ebraistica e di studi ebraici all'Università di Halle, ha ottenuto dalla comunità ebraica il "Premio Emil Fackenheim per la tolleranza e la comprensione". Il premio è stato conferito per la prima volta a un'istituzione accademica. Nel 2014 Veltri è stato nominato membro dell'Accademia delle Scienze e della Letteratura di Magonza.

## Pubblicazioni
- (con Libera Pisano) L'ebraismo come scienza. Cultura e politica in Leopold Zunz (Torino: Paideia, 2019), ISBN 978-88-394-0932-4.
- Alienated Wisdom. Enquiry into Jewish Philosophy and Scepticism (Berlino: De Gruyter, 2018), ISBN 978-3-11-060449-8.
- Sapienza Alienata. La Filosofia ebraica tra mito, scienza e scetticismo (Roma: Aracne, 2017), ISBN 978-88-25504-28-6.
- Oltre le Mura del Ghetto. Accademie, Scetticismo e Tolleranza nella Venezia Barocca, insieme a Evelien Chajes (Palermo: New Digital Press, 2016), ISBN 978-88-99487-48-5.
- A Mirror of Rabbinic Hermeneutics. Studies in Religion, Magic, and Language Theory in Ancient Judaism (Berlino: De Gruyter 2015), ISBN 978-3-11-036837-6.
- Language of Conformity and Dissent: On the Imaginative Grammar of Jewish Intellectuals in the Nineteenth and Twentieth Centuries (Brighton, Massachusetts: Academic Studies Press 2013), ISBN 978-1-61811-238-5.
- Scritti politici e filosofici di Simone Luzzatto, Rabbino e Filosofo nella Venezia del Seicento, in collaborazione con Paola Ferruta e Anna Lissa (Milano: Bompiani, 2013). ISBN 978-88-452-7295-0.
- Judah Moscato's Sermons. Volume One, Volume Two, Volume Three, insieme a Gianfranco Miletto e Jehuda Halper (Leida: Brill 2011–2013), ISBN 978-90-04-17900-4, ISBN 978-90-04-21932-8, und ISBN 978-90-04-26119-8.
- Rabbi Judah Moscato and the Jewish Intellectual World of Mantua in the 16th-17th Centuries, insieme a Gianfranco Miletto (Leida: Brill 2012), ISBN 978-90-04-22225-0.
- Sprachbewusstsein und Sprachkonzepte im Alten Orient, Alten Testament und rabbinischen Judentum, insieme a Johannes Thon ed Ernst-Joachim Waschke (Halle: ZIRS 2012), ISSN 1617-2469.
- Studies in the History of Culture and Science. A Tribute to Gad Freudenthal, insieme a Resianne Fontaine, Ruth Glasner e Reimund Leicht (Boston, Leida: Brill 2011), ISBN 978-90-04-19123-5.
- Renaissance Philosophy in Jewish Garb: Jewish Thought and Philosophy on the Eve of Modernity (Leida: Brill 2009), ISBN 978-90-04-17196-1.
- The Jewish Body: Corporeality, Society, and Identity in the Renaissance and Early Modern Period, insieme a Maria Diemling (Leida: Brill 2009), ISBN 978-90-04-16718-6.
- Libraries, Translations, and ‛Canonic' Texts: The Septuagint, Aquila, and Ben Sira in the Jewish and Christian Traditions (Leida: Brill 2006), ISBN 90-04-14993-7.
- Katholizismus und Judentum. Gemeinsamkeiten und Verwerfungen vom 16. bis zum 20. Jahrhundert, insieme a Florian Schuller e Hubert Wolf (Ratisbona: Pustet 2005), ISBN 3-7917-1955-6.
- Gottes Sprache in der philologischen Werkstatt. Hebraistik vom 15. bis 19. Jahrhundert, insieme a Gerold Necker (Leida: Brill 2004), ISBN 90-04-14312-2.
- Cultural Intermediaries: Jewish Intellectuals in Early Modern Italy, insieme a David Ruderman (Filadelfia: Univ. of Pennsylvania Press 2004), ISBN 0-8122-3779-X.
- Jewish Studies Between the Disciplines: Papers in Honor of Peter Schäfer on the Occasion of His 60th Birthday, insieme a Klaus Herrmann e Margarete Schlüter (Leida: Brill 2003), ISBN 90-04-13565-0.
- An der Schwelle zur Moderne. Juden in der Renaissance, insieme a Annette Winkelmann (Leida: Brill 2003), ISBN 90-04-12979-0.
- Gegenwart der Tradition. Studien zur jüdischen Literatur und Kulturgeschichte (Leida: Brill 2002), ISBN 90-04-11686-9.
- Friedrich August Wolf. Studien, Texte, Bibliographie, insieme a Reinhard Markner (Stoccarda: Steiner 1999), ISBN 3-515-07637-9.
- Magie und Halakha. Ansätze zu einem empirischen Wissenschaftsbegriff im spätantiken und frühmittelalterlichen Judentum (Tubinga: Mohr 1997), ISBN 3-16-146671-3.
- Eine Tora für den König Talmai. Untersuchungen zum Übersetzungsverständnis in der jüdisch-hellenistischen und rabbinischen Literatur (Tubinga: Mohr 1994), ISBN 3-16-145998-9.